# Celebridades
Celebridades è una raccolta di brani della cantante messicana Paulina Rubio, pubblicata dalla EMI Records nel marzo 2008 sia come CD che come DVD

## Tracce

### CD
1. Amor de mujer
2. Corazón tirano
3. Mío
4. Te daría mi vida
5. Siempre tuya desde la raíz
6. Nieva, nieva
7. Enamorada
8. Sangre latina
9. Me estoy enamorando
10. La chica dorada
11. Él me engañó
12. Sabor a miel
13. El primer amor
14. Nada de ti
15. Hoy te dejé de amar
16. Asunto de dos
17. Pobre niña rica
18. Dime si soy sexy

### DVD
1. Amor de mujer
2. Mío
3. Te daría mi vida
4. Nieva, nieva
5. El me engañó
6. Sabor a miel
7. Nada de ti
8. Pobre niña rica
9. Siempre tuya desde la raíz
10. Miel y sal